# Afropachyiulus maritimus
Afropachyiulus maritimus är en mångfotingart som beskrevs av Pius Strasser 1969. Afropachyiulus maritimus ingår i släktet Afropachyiulus och familjen kejsardubbelfotingar. Inga underarter finns listade i Catalogue of Life.